# Микротвёрдость
Микротвёрдость (англ. microhardness) — твёрдость отдельных участков микроструктуры материала.
Микротвёрдость определяется индентированием при нагрузке на индентор не более 2 Н (при большей нагрузке полученные характеристики материала относятся к макромасштабным) и при внедрении индентора не менее, чем на 200 нм (при испытаниях с меньшим внедрением речь идёт уже о нанотвёрдости).